# Río Coihueco
Río Coihueco är ett vattendrag i Chile.   Det ligger i regionen Región de Los Lagos, i den södra delen av landet, 800 km söder om huvudstaden Santiago de Chile.
I omgivningen kring Río Coihueco växer i huvudsak städsegrön lövskog. Området är mycket glesbefolkat, med 5 invånare per kvadratkilometer.